# Iszlám Konferencia Szervezete
Az Iszlám Konferencia Szervezete (OIC; arabul: منظمة المؤتمر الإسلامي átírva: Munaẓẓamat al-Muʼtamar al-Islamiyy; törökül: İslam Konferansı Örgütü vagy İslam Konferansı Teşkilatı; franciául: Organisation de la Conférence Islamique; indonézül: Organisasi Konferensi Islam; malájul: Pertubuhan Persidangan Islam; perzsául: سازمان کنفرانس اسلامی; urduul: سازمان کنفرانس اسلام) nemzetközi szervezet, amelynek székhelye a szaúd-arábiai Dzsiddában található, az ENSZ állandó megfigyelői státuszával rendelkezik. Jelenleg 57 tagállama van, ezek a Közel-Keleten, Észak-, Nyugat- és Dél-Afrikában, Közép-Ázsiában, Európában, Délkelet-Ázsiában, Dél-Ázsiában és Dél-Amerikában található, a népesség felekezeti hovatartozását tekintve többségi iszlám országok. Az ENSZ után a második legnagyobb politikai jellegű nemzetközi szervezet. A szervezet hivatalos nyelvei az arab, az angol és a francia.

## Története és célkitűzései
Az Iszlám Konferencia Szervezete 1969. szeptember 25-én alakult meg a marokkói Rabatban, a jeruzsálemi Templom-hegyen található Al-Aksza mecset elleni, 1969. augusztus 21-én végrehajtott gyújtogatásra adott válaszként.
Alapokirata szerint a szervezet fő célja „az iszlám tagállamok közötti szolidaritás erősítése.” Az OIC zászlajának zöld háttere az iszlám általános szimbóluma. A zászló közepén egy felfelé nyitott vörös félhold található, fehér körben. A fehér körben modern arab kalligráfiával leírva olvasható az Allah Akbar kifejezés.
1990. augusztus 5-én a szervezet 45 külügyminisztere elfogadta az ellentmondásos[forrás?] Iszlám Emberi Jogok kairói Nyilatkozata című dokumentumot, amely emberi jogi kérdésekben útmutatást nyújt a tagállamok részére.

## Aktuális tevékenysége
Az OIC tagállamok Parlamentáris Uniója (PUOICM) 1999-ben, Iránban alakult meg, székhelye Teheránban található. Csak a szervezet tagállamai válnak automatikusan az Unió tagjává is.
George W. Bush amerikai elnök 2007. június 27-én bejelentette, hogy az Amerikai Egyesült Államok állandó nagykövetet jelöl ki az OIC mellé. Bush a következőket mondta a nagykövetről: „Követünk figyelmesen meghallgatja az iszlám államok képviselőit, tanulni kíván tőlük, és megismerteti velük Amerika értékeit és nézeteit.”

### A PUOICM kilencedik ülésszaka
A PUOICM Tanácsának kilencedik ülésére 2007. február 15-16-án került sor Kuala Lumpurban. Ramli bin Ngah Talib, a maláj Dewan Rakyat (Képviselőház) elnöke mondott megnyitóbeszédet. Dr. Ekmeleddin İhsanoğlu, a szervezet főtitkára az esemény előtt elmondta, hogy az ülés egyik legfontosabb feladata, hogy odahasson, hogy Izrael állítsa le a Nyugati Falnál folytatott ásatásait, amely súlyosan veszélyezteti az Al-Aksza-mecsetet, az iszlám harmadik legszentebb vallási helyszínét. Az OIC megvitatja továbbá, milyen módon küldhetne békefenntartó erőket muzulmán országokba, valamint a szervezet nevének és alkotmányának esetleges módosítását. Végezetül, az iraki nép szuverenitásának helyreállítrása a külföldi csapatok Irakból való egyidejű kivonása mellett szintén fontos pont a napirenden.
Khurshid Mahmud Kasuri pakisztáni külügyminiszter 2007. február 14-én újságíróknak elmondta, hogy az OIC főtitkára valamint hét „azonosan gondolkodó muzulmán ország” külügyminisztere 2007. február 25-én újabb megbeszélést tart Iszlámábádban. Az értekezletet megelőzte Pervez Musarraf pakisztáni elnök találkozója több, kulcsfontosságú muzulmán ország vezetőjével, amelyek során az izraeli-palesztin konfliktus megoldására teendő "új kezdeményezéseket" vitattak meg. Kasuri szerint a megbeszélés vezető muzulmán országok külügyminiszteri találkozója lesz, amelyen egy későbbi, Mekkában rendezendő csúcstalálkozót készítenek elő az Arab-izraeli konfliktus megoldásának előmozdítására.

## Zászló
A pánarab színeket tartalmazó zászlót 1981-ben adoptálták. A zöld szín és a félhold az iszlám szimbóluma, a középen olvasható felirat az Allah akbar („Allah hatalmas”).

## Szervezet és struktúra
Az OIC rendszerének felépítése:

### Iszlám Csúcstalálkozó
A Szervezet legmagasabb, legnagyobb szerve, résztvevői a tagállamok uralkodói, állam- és kormányfői, háromévenként tartják.

### Külügyminiszterek Iszlám Konferenciája
Évente ülésezik, áttekinti az Iszlám Csúcstalálkozókon elfogadott döntések végrehajtásának előrehaladtát.

### Állandó Titkárság
A szervezet végrehajtó testülete, feladata a két előző szerv döntéseinek végrehajtása, székhelye Dzsidda (Szaúd-Arábia). A nemzetközi szervezet főtitkára 2005. január 1-je óta a török Ekmeleddin İhsanoğlu.

### Állandó Bizottságok
- Kulturális és Tájékoztatási Ügyek Állandó Bizottsága (Standing Committee on Information and Cultural Affairs, (COMIAC)).
- Gazdasági és Kereskedelmi Együttműködés Állandó Bizottsága (Standing Committee on Economic and Commercial Cooperation (COMCEC)).
- Tudományos és Technikai Együttműködés Bizottsága (Standing Committee on Scientific and Technological Cooperation (COMSTECH)).
- Gazdasági, Kulturális és Társadalmi Ügyek Iszlám Bizottsága (Islamic Committee for Economic, Cultural and Social Affairs).
- Állandó Pénzügyi Bizottság (Permanent Finance Committee).
- Pénzügyi Ellenőrző Szervezet (Financial Control Organ).

### Csatolt szervek
- Iszlám Országok Statisztikai, Gazdasági, Társadalomtudományi és Képzési Központja (Statistical, Economic, Social Research and Training Center for Islamic Countries, (SESRTCIC)), Ankara, Törökország.
- Iszlám Történeti, Művészeti és Kulturális Kutatóközpont (Research Center for Islamic History, Art and Culture (IRCICA)), Isztambul, Törökország.
- Iszlám Műszaki Egyetem (Islamic University of Technology) Dhaka, Banglades.
- Iszlám Kereskedelemfejlesztési Központ (Islamic Center for the Development of Trade), Casablanca, Marokkó.
- Iszlám Fiqh Akadémia (Islamic Fiqh Academy), Dzsidda, Szaúd-Arábia.
- Iszlám Szolidaritasi Alap Végrehajtó Irodája (Executive Bureau of the Islamic Solidarity Fund and its Waqf), Dzsidda, Szaúd-Arábia.
- Nigeri Iszlám Egyetem, Say, Niger.
- Ugandai Iszlám Egyetem, Mbale, Uganda.

### Szakosított intézmények
- Iszlám Oktatási, Tudományos és Kulturális Szervezet (Islamic Educational, Scientific and Cultural Organization, (ISESCO)), Rabat, Marokkó.
- Iszlám Országok Távközlési Szervezete (Islamic States Broadcasting Organization (ISBO)) és a Nemzetközi Iszlám Hírügynökség (International Islamic News Agency (IINA)), Dzsidda, Szaúd-Arábia.

### Kapcsolódó intézmények
- Iszlám Kereskedelmi és Iparkamara (Islamic Chamber of Commerce and Industry (ICCI)), Karacsi, Pakisztán.
- Iszlám Világgazdasági Fórum (World Islamic Economic Forum (WIEF)), Kuala Lumpur, Malajzia.
- Iszlám Fővárosok és Városok Szervezete (Organization of Islamic Capitals and Cities (OICC)), Dzsidda, Szaúd-Arábia.
- Iszlám Szolidaritási Játékok Sportszövetsége (Sports Federation of Islamic Solidarity Games), Rijád, Szaúd-Arábia.
- Nemzetközi Félhold Iszlám Bizottsága (Islamic Committee of the International Crescent, (ICIC)), Bengázi, Líbia.
- Iszlám Hajótulajdonosok Szervezete (Islamic Shipowners Association, (ISA)), Dzsidda, Szaúd-Arábia.
- Nemzetközi Arab-Iszlám Oktatási Intézmények Világszövetsége (World Federation of International Arab-Islamic Schools), Dzsidda, Szaúd-Arábia.
- Iszlám Bankok Nemzetközi Egyesülete (International Association of Islamic Banks, (IAIB)), Dzsidda, Szaúd-Arábia.
- Az Iszlám Konferencia Ifjúsági Fóruma a Párbeszédért és az Együttműködésért (Islamic Conference Youth Forum for Dialogue and Cooperation (ICYF-DC)), Isztambul, Törökország.

## Az OIC főtitkárai
1. Tunku Abdul Rahman (Malajzia): (1971–1973)
2. Hassan Al-Touhami (Egyiptom): (1974–1975)
3. Amadou Karim Gaye (Szenegál): (1975–1979)
4. Habib Chatty (Tunézia): (1979–1984)
5. Syed Sharifuddin Pirzada (Pakisztán): (1985–1988)
6. Hamid Algabid (Niger): (1989–1996)
7. Azeddine Laraki (Marokkó): (1997–2000)
8. Abdelouahed Belkeziz (Marokkó): (2001–2004)
9. Ekmeleddin İhsanoğlu (Törökország): (2005-től)

## Tagok
Megjegyzés: A táblázatot a "><" ikonnal ábécé vagy kronológikus sorrendbe lehet állítani.
| Ország                                                                | Csatlakozás éve | Megjegyzések                                                            |
| --------------------------------------------------------------------- | --------------- | ----------------------------------------------------------------------- |
| Afganisztán, Iszlám Köztársaság                                       | 1969            | Felfüggesztve 1980–1989. március között                                 |
| Algéria, Népi Demokratikus Köztársaság                                | 1969            |                                                                         |
| Csád, Köztársaság                                                     | 1969            |                                                                         |
| Egyiptom, Arab Köztársaság                                            | 1969            | Felfüggesztve 1979. május – 1984. március között                        |
| Guinea, Köztársaság                                                   | 1969            |                                                                         |
| Indonézia, Köztársaság                                                | 1969            |                                                                         |
| Irán, Iszlám Köztársaság                                              | 1969            |                                                                         |
| Jordánia, Hasemita Királyság                                          | 1969            |                                                                         |
| Kuvait, Állam                                                         | 1969            |                                                                         |
| Libanon, Köztársaság                                                  | 1969            |                                                                         |
| Líbia, köztársaság                                                    | 1969            |                                                                         |
| Malajzia                                                              | 1969            |                                                                         |
| Mali, Köztársaság                                                     | 1969            |                                                                         |
| Mauritánia, Iszlám Köztársaság                                        | 1969            |                                                                         |
| Marokkó, királyság                                                    | 1969            |                                                                         |
| Niger, köztársaság                                                    | 1969            |                                                                         |
| Pakisztán, iszlám köztársaság                                         | 1969            |                                                                         |
| Palesztina, a Palesztin Nemzeti Hatóság képviseli                     | 1969            |                                                                         |
| Szaúd-Arábia, királyság                                               | 1969            |                                                                         |
| Szenegál, köztársaság                                                 | 1969            |                                                                         |
| Szudán, köztársaság                                                   | 1969            |                                                                         |
| Szomália                                                              | 1969            |                                                                         |
| Tunézia, köztársaság                                                  | 1969            |                                                                         |
| Törökország, köztársaság                                              | 1969            |                                                                         |
| Dél-Jemeni Arab Köztársaság                                           | 1969            | 1990-től Jemen néven egyesült a Jemeni Népi Demokratikus Köztársasággal |
| Bahrein, állam                                                        | 1970            |                                                                         |
| Omán, szultanátus                                                     | 1970            |                                                                         |
| Katar, állam                                                          | 1970            |                                                                         |
| Szíria, arab köztársaság                                              | 1970            |                                                                         |
| Egyesült Arab Emírségek, állam                                        | 1970            |                                                                         |
| Sierra Leone, köztársaság                                             | 1972            |                                                                         |
| Banglades, népköztársaság                                             | 1974            |                                                                         |
| Gabon, köztársaság                                                    | 1974            |                                                                         |
| Gambia, köztársaság                                                   | 1974            |                                                                         |
| Bissau-Guinea, köztársaság                                            | 1974            |                                                                         |
| Uganda, köztársaság                                                   | 1974            |                                                                         |
| Burkina Faso                                                          | 1975            |                                                                         |
| Kamerun, köztársaság                                                  | 1975            |                                                                         |
| Comore-szigetek, szövetségi iszlám köztársaság                        | 1976            |                                                                         |
| Irak, köztársaság                                                     | 1976            |                                                                         |
| Maldív-szigetek, köztársaság                                          | 1976            |                                                                         |
| Dzsibuti, köztársaság                                                 | 1978            |                                                                         |
| Benin, köztársaság                                                    | 1982            |                                                                         |
| Brunei Darussalam, szultanátus                                        | 1984            |                                                                         |
| Nigéria, szövetségi köztársaság                                       | 1986            |                                                                         |
| Azerbajdzsán, köztársaság                                             | 1991            |                                                                         |
| Albánia, köztársaság                                                  | 1992            |                                                                         |
| Kirgizisztán, köztársaság                                             | 1992            |                                                                         |
| Tádzsikisztán, köztársaság                                            | 1992            |                                                                         |
| Türkmenisztán, köztársaság                                            | 1992            |                                                                         |
| Zanzibár                                                              | 1993. január    | Kilépett 1993. augusztusban                                             |
| Mozambik, köztársaság                                                 | 1994            |                                                                         |
| Kazahsztán, köztársaság                                               | 1995            |                                                                         |
| Üzbegisztán, köztársaság                                              | 1995            |                                                                         |
| Suriname, köztársaság                                                 | 1996            |                                                                         |
| Togo, köztársaság                                                     | 1997            |                                                                         |
| Guyana, köztársaság                                                   | 1998            |                                                                         |
| Elefántcsontpart, köztársaság                                         | 2001            |                                                                         |
| Megfigyelő országok                                                   |                 |                                                                         |
| Bosznia-Hercegovina                                                   | 1994            |                                                                         |
| Közép-afrikai Köztársaság                                             | 1997            |                                                                         |
| Észak-Ciprus                                                          | 1979            | Hivatalosan 2004                                                        |
| Thaiföld, királyság                                                   | 1998            |                                                                         |
| Oroszország szövetség                                                 | 2005            |                                                                         |
| Koszovó                                                               | 2008            |                                                                         |
| Megfigyelő muszlim szervezetek és közösségek                          |                 |                                                                         |
| Moro Nemzeti Felszabadítási Front                                     | 1977            |                                                                         |
| Megfigyelő muszlim intézmények                                        |                 |                                                                         |
| IKSZ Tagországok Parlamentáris Uniója                                 | 2000            |                                                                         |
| Iszlám Konferencia Ifjúsági Fóruma a Párbeszédért és Együttműködésért | 2005            |                                                                         |
| Megfigyelő nemzetközi szervezetek                                     |                 |                                                                         |
| Arab Liga                                                             | 1975            |                                                                         |
| Egyesült Nemzetek Szervezete                                          | 1976            |                                                                         |
| El Nem Kötelezettek Mozgalma                                          | 1977            |                                                                         |
| Afrikai Egységszervezet                                               | 1977            |                                                                         |
| Gazdasági Együttműködés Szervezete                                    | 1995            |                                                                         |

### Tagsági kérelmek
- India – a világ legnagyobb muszlim népességével rendelkező ország kifejezte szándékát, hogy megfigyelőként belépjen a szervezetbe. Bár ebben több tagország, köztük Szaúd-Arábia, Malajzia, Irán és Egyiptom is támogatja,[8] befolyásos tagok, például Pakisztán megakadályozták India belépését azzal az indokkal, hogy bár az országban több mint 135 millió muszlim él, népességének ez csak kicsivel több mint 13%-át teszi ki. Emellett negatív hatást gyakorolt a kasmíri kérdés is: a szervezet több tagja Pakisztán oldalán áll a kasmíri régió hovatartozását illetően.[9] Ezenkívül 1992 óta India diplomáciai kapcsolatban áll Izraellel, és egyre kevésbé támogatja a palesztinok ügyét. 2001-ben megszakadt a kapcsolat India és a szervezet között, utóbbi kritizálta Indiát, amiért nem tett eleget azért, hogy megakadályozza a muszlimok emberi jogainak megsértését Dzsammu és Kasmír államban, valamint 2002-ben nem avatkozott be, amikor a gudzsaráti lázadások során körülbelül 2000 muszlim meghalt. India visszautasította a vádakat és kijelentette, hogy a szervezetnek nincs oka beavatkozni az ország belügyeibe.[10]
- Fülöp-szigetek – A kormány kísérletet tett a szervezethez való csatlakozásra, de az ország saját muszlim kisebbsége ellenezte. A 90 milliós népességű, többségében keresztény ország lakosságának a 4,5 milliós muszlim népesség csak kb. 5%-át teszi ki (bár ezt vitatja a bangsamoro nép, akik 15 millióra becsülik a muszlim népességet).[11]

## Eddigi OIC-konferenciák
| Szám               | Dátum                               | Ország       | Város         |
| ------------------ | ----------------------------------- | ------------ | ------------- |
| 1.                 | 1969. szeptember 22.–szeptember 25. | Marokkó      | Rabat         |
| 2.                 | 1974. február 22.–február 24.       | Pakisztán    | Lahore        |
| 3.                 | 1981. január 25.–január 29.         | Szaúd-Arábia | Mekka és Taif |
| 4.                 | 1984. január 16.–január 19.         | Marokkó      | Casablanca    |
| 5.                 | 1987. január 26.–január 29.         | Kuvait       | Kuvaitváros   |
| 6.                 | 1991. december 9.–december 11.      | Szenegál     | Dakar         |
| 7.                 | 1994. december 13.–december 15.     | Marokkó      | Casablanca    |
| 1. rendkívüli ülés | 1997. március 23.                   | Pakisztán    | Iszlámábád    |
| 8.                 | 1997. december 9.–december 11.      | Irán         | Teherán       |
| 9.                 | 2000. november 12.–november 13.     | Katar        | Doha          |
| 2. rendkívüli ülés | 2003. március 5.                    | Katar        | Doha          |
| 10.                | 2003. október 16.–október 17.       | Malajzia     | Putrajaya     |
| 3. rendkívüli ülés | 2005. december 7.–december 8.       | Szaúd-Arábia | Mekka         |

## Gazdaság
Az OIC tagállamainak összesített GDP-je (PPP figyelembe vételével) 7840 milliárd USD. A legmagasabb GDP-je Indonéziának van (2011), 834 milliárd USD. A leggazdagabb ország GDP per capita alapján Katar 103 204 USA dollárral (2012). Az Öböl Menti Együttműködési Tanács összesített GDP-je több mint 750 milliárd volt 2010-ben.

## Külső hivatkozások
- Iszlám Konferencia Szervezete Archiválva 2012. július 4-i dátummal a Wayback Machine-ben (hivatalos oldal)
- Dokumentumok és információk a legutóbbi konferenciáról (hivatalos oldal; arab, angol, francia)
- 2006. április 14.: Intifada Conference In Tehran Has Multiple Objectives Radio Free Europe, Radio Liberty
- 2005. december 12.: Guardian Unlimited - An extraordinary meeting Brian Whitaker
- 2005. április 15.: Dinar Standard - Is Intra-OIC Trade finally taking off?
- 2003. október 18.: speech from Dr Mahathir bin Mohamad speech at the 10th OIC Summit
- 2003. szeptember 5.: Fredrick Töben Speaks at Irán's Intifada Conference National Vanguard
- 2001. szeptember 14.: statements from the Organization of Islamic Conference
- 2001. május 26.: OIC Calls for Suspension of Ties with Izrael Archiválva 2008. március 17-i dátummal a Wayback Machine-ben CNN Archives
- The Statistical, Economic and Social Research and Training Centre for Islamic Countries (SESRTCIC)